# Cingles del Valentí
Els Cingles del Valentí és una cinglera del municipi de Llimiana, del Pallars Jussà, a l'extrem sud-occidental del terme.
És la cinglera que tanca el Congost de Terradets pel costat de llevant. És una paret espectacular que conté, a la part septentrional, la Cova de Muricecs. L'extrem nord és el Serrat Ample, dessota del qual hi ha el túnel de Monares, i l'extrem sud, les Roques Blanques,